# Desmaulus
Desmaulus is een geslacht van weekdieren uit de klasse van de Gastropoda (slakken). 

## Soort
- Desmaulus extinctorium (Lamarck, 1822)